# Royal College of Physicians of Edinburgh

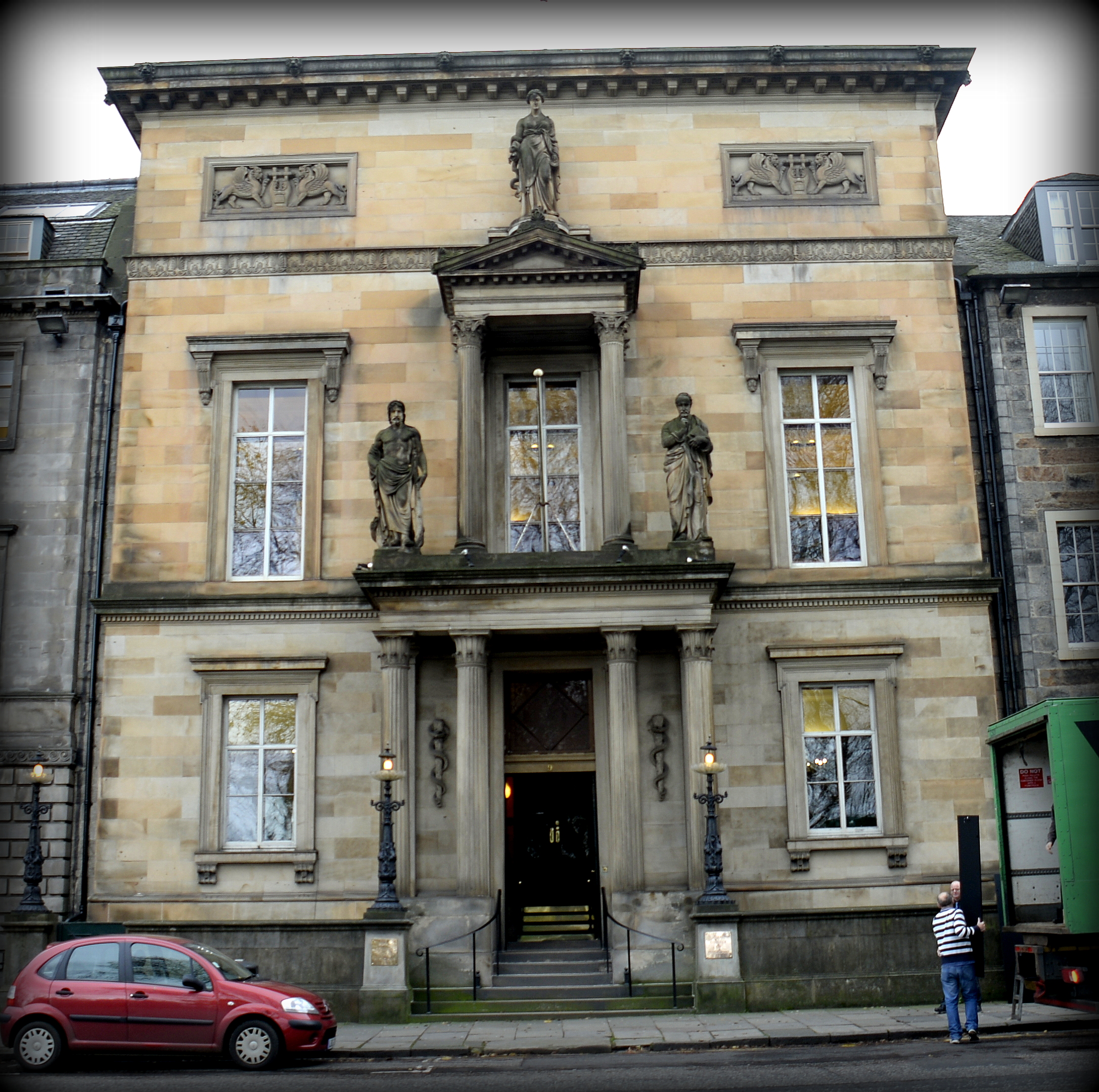
Sitz des Royal College of Physicians of Edinburgh in der Queen Street

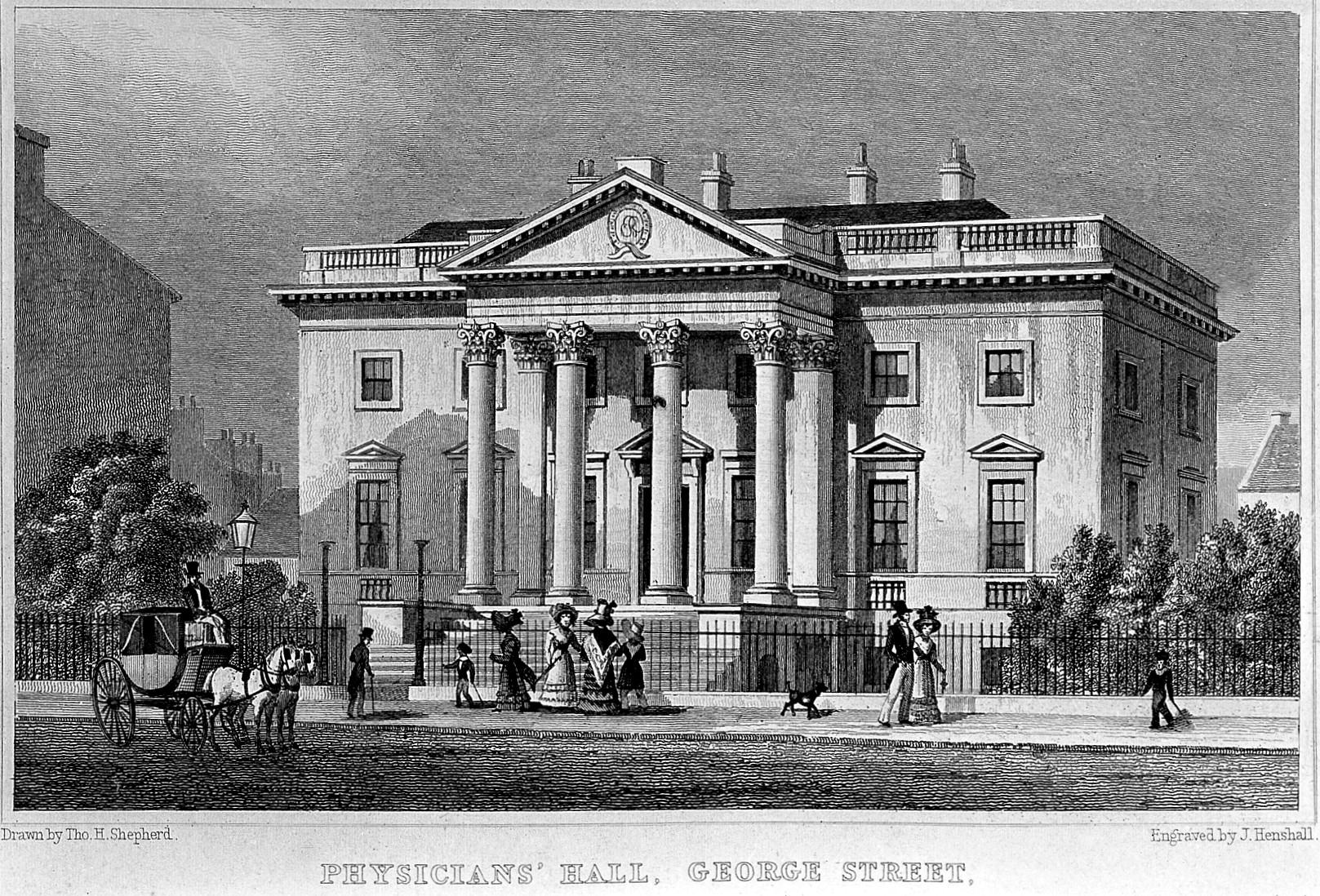
Die „Physician’s Hall“ in der George Street war bis 1843 Sitz des Colleges

Das Royal College of Physicians of Edinburgh (kurz: RCPE) – Königliches Internisten-Kollegium von  Edinburgh ist ein schottischer Ärzteverband, der 1681 gegründet wurde.

## Allgemeines
Der Schwerpunkt der College-Arbeit liegt auf dem Gebiet der ärztlichen Weiterbildung und Fortbildung, und zwar auch für Ärzte außerhalb Großbritanniens.
Mitglieder des Colleges nennen sich Fellow of the Royal College of Physicians of Edinburgh (FRCPE).

## Royal Charter
Nach vergeblichen Versuchen in den Jahren 1617, 1630 und 1656 eine Royal Charter für ein College of Physicians in Edinburgh zu erhalten, gewährte Karl II. diese am 29. November 1681. Durch das Parliament wurde sie am 16. Juni 1685 ratifiziert. Nach dem Universities’ Act von 1858 wurden zahlreiche der in der Royal Charter festgelegten Punkte überflüssig. Ein aktualisierte Fassung folgte am 31. Oktober 1861. Eine kurze Ergänzung vom 8. Januar 1920 erlaubte es dem College, auch Frauen aufzunehmen.